# Betty Sutton
Betty Sue Sutton (Barberton, 31 de julio de 1963) es una política estadounidense. Sirvió como representante de los Estados Unidos por el 13.º distrito congresional de Ohio desde 2007 hasta 2013. Es miembro del Demócrata.
El 24 de julio de 2013, la Casa Blanca anunció que Sutton sería nombrada administradora de la Corporación de Desarrollo de la Saint Lawrence Seaway.  La agencia tiene su sede en Washington D. C., y es una corporación propiedad del gobierno que opera y mantiene la parte estadounidense del  Canal de San Lorenzo entre el Puerto de Montreal y el lago Erie.

## Primeros años y educación
Sutton es la más joven de seis hermanos, nació en Barberton, a las afueras de Akron. Asistió a las escuelas públicas, graduándose por la Universidad Estatal de Kent con una licenciatura en ciencias políticas.  Sutton se licenció en  Derecho en la Escuela de Derecho de la Universidad de Akron, donde recibió  una beca del Club de Decanos y ganó tanto el Premio de Jurisprudencia estadounidense y Premio Federal Bar Association a la Mejor Interpretación en Derecho Constitucional.

## Inicios en la Carrera Política
Durante su primer año en la facultad de derecho, Sutton se presentó para su primer cargo público que le valió un puesto en el Ayuntamiento de Barberton en 1990. 
Un año más tarde, Sutton fue designada para ocupar un asiento en el Consejo del Condado de Summit, donde trabajó hasta 1992. Durante su segundo año de mandato, Sutton fue elegido vicepresidente del consejo .
En 1992, a los 29 años, fue la mujer más joven en ser elegida a la Cámara de Representantes de Ohio. Sirvió durante ocho años y no pudo presentarse de nuevo debido a los límites del mandato.
En 2006, Sutton se presentó con éxito para el puesto dejado vacante por Sherrod Brown en la Cámara de Representantes del 13.º distrito congresional de Ohio.

## Cámara de Representantes de Estados Unidos

### Nombramientos en Comités
- Comisión de Servicios Armados de la Cámara
  - Subcomité de Servicios Armados de la Cámara de la Fuerza Naval y Fuerzas de Proyección de los Estados Unidos
  - Subcomité de Fuerzas Estratégicas
- Comité de Recursos Naturales
  - Subcomité de energía fósil y los recursos minerales
  - Subcomité de Recursos Naturales en los Parques Nacionales, Forestal y Tierras Públicas

Antes de ser nombrada como miembro del Comité de Servicios Armados y el Comité de Recursos Naturales, Sutton trabajó también en el Comité de Energía y Comercio en el 111.º Congreso, y en el Comité Judicial y el Comité de Reglas del 110.º  Congreso.

### Grupos Directivos
- Grupo Congressional de Bellas Artes
- Grupos Populistas

### 111.º Congreso

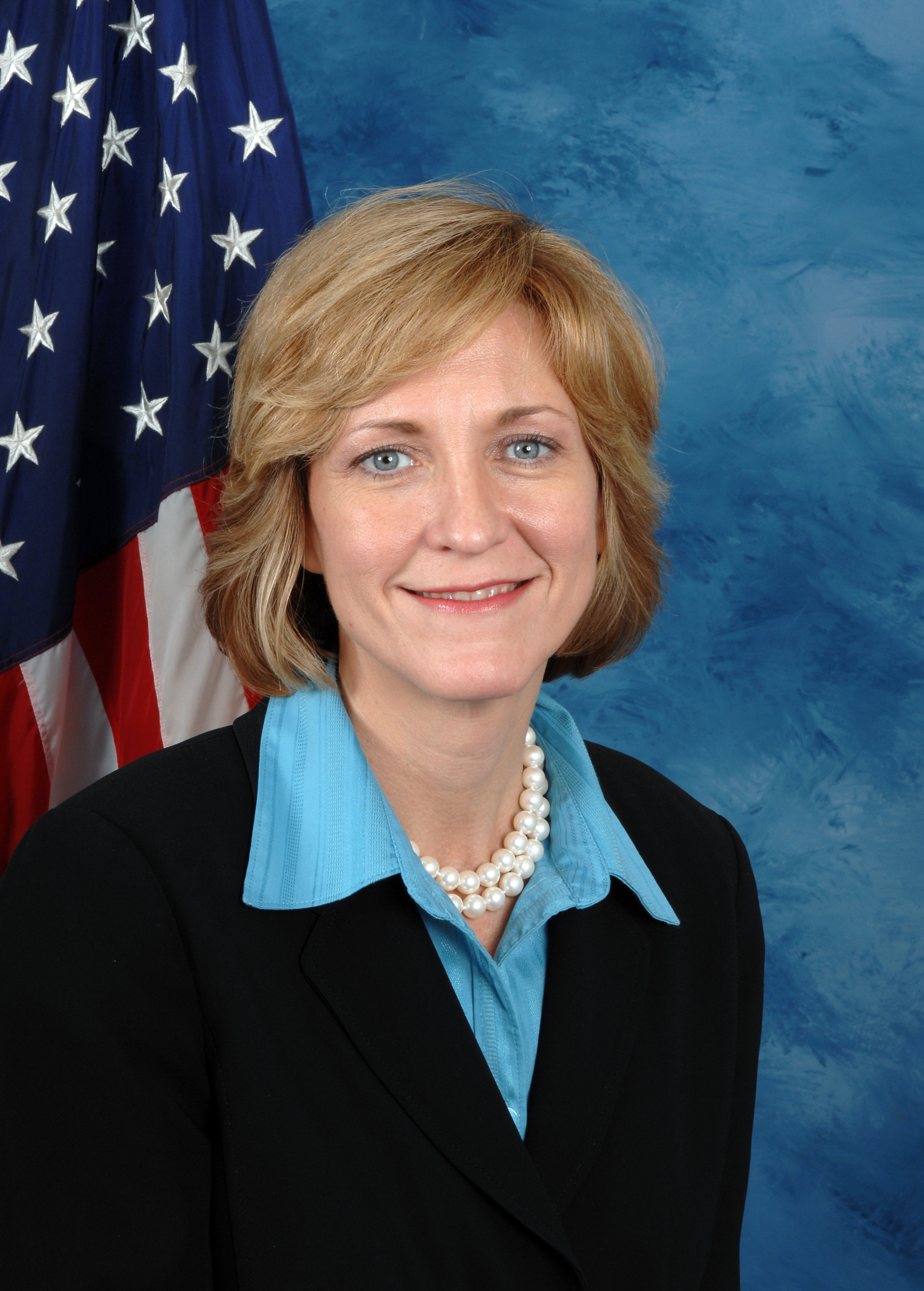
Foto reciente de Sutton

Sutton también fue reconocida como una "pieza clave" en la Ley de Seguridad y Energía Limpia estadounidense que aprobó la Cámara en junio de 2009.  Presentó una enmienda que estableció el programa "Dinero por Chatarra".  Sutton recibió amplia atención de los medios en 2009, como resultado de su patrocinio de la Ley de Asistencia al Consumidor para Reciclar y Guardar, que encomendó el programa de "Dinero por Chatarra" que entró en vigor durante el verano de 2009. En 2010 su oponente republicano, Tom Ganley, vendió 876 coches dentro de este programa. En  agosto de 2009, su única queja era acerca de la velocidad de pago.
Sutton fue ll principal promotora de la Ley de Josh Miller HEARTS, que establece que el Departamento de Educación proporciona financiación a las escuelas locales para la compra de desfibriladores externos automáticos (DEA). El proyecto de ley lleva el nombre de uno de los componentes de Sutton, un estudiante de honor de 15 años de edad, jugador de fútbol, y el luchador de Barberton, Ohio, que se desplomó y murió en el campo de fútbol después de sufrir un paro cardíaco.
Otros proyectos de ley que Sutton ha patrocinado incluyen la Ley Protección de Consumidores de 2009, que exigía medidas más estrictas para proteger a los consumidores en el caso de que un producto tuviese que ser retirado obligatoriamente por la FDA, la Ley de Discapacidad de Equidad, que elimina el periodo de espera de 5 meses en vigor para los beneficios por discapacidad del Seguro Social y la Ley de Responsabilidad del contratista, que estrecha la supervisión pública de los gastos federales.
Sutton fue miembro del equipo de softball bipartidista exclusivamente femenino, creado por compañeras miembros de la Cámara Debbie Wasserman Schultz (D-FL) y Jo Ann Emerson (R-MO) durante el verano de 2009. El equipo jugó contra un equipo formado por personal del Comité Congresional Nacional Republicano, el Comité de Campaña Demócrata del Congreso, el Comité Nacional Republicano y el Comité Nacional Demócrata, y el partido se benefició de la Coalición de Sobrevivientes Jóvenes, una fundación dedicada a las mujeres jóvenes con cáncer de mama.
El 16 de julio de 2009, Sutton se pronunció a favor de una opción pública en cualquier paquete de reforma de salud.
Sutton participó en la manifestación Occupy Wall Street en Nueva York en octubre de 2011.
Ella apoyó la fianza gobierno federal por las industrias de automóviles en 2009.

## Campañas Políticas

### 2006
Después que el titular Sherrod Brown, del 13.º distrito Congresional de Ohio declaró su intención de postularse contra Mike DeWine para el escaño en el Senado de Estados Unidos, Betty Sutton participó en las primarias demócratas por su escaño abierto. Derrotó a notables ex congresistas como Thomas C. Sawyer, que previamente había sido enviados a otros distritos fuera del Congreso, y Capri Cafaro, que había competido contra el representante Steven LaTourette en el vecino Distrito 14.º durante las elecciones anteriores. Sutton aprovechó el tema de anticorrupción de las elecciones 2006 de Ohio para obtener un buen resultado al final de la temporada de primarias, y la acercó a ganar las primarias con el firme apoyo de los trabajadores organizados. Sutton ganó las elecciones generales de noviembre contra Craig L. Foltin, el alcalde republicano de Lorain, Ohio.  Los republicanos tenían grandes esperanzas en Foltin, que era el popular alcalde republicano de una ciudad de mayoría demócrata, y a pesar del reacio periódico local, Akron Beacon Journal, Sutton lo derrotó con el  61,22 por ciento de los votos.
Su campaña ha recibido el apoyo del comité de acción política a favor del aborto EMILY’s List. 

### 2008
Sutton ganó contra el candidato republicano David Potter.
Sutton respaldó Hillary Clinton durante las primarias demócratas de 2008 después de que Clinton ganara las primarias de Ohio, afirmando que ella estaba siguiendo el ejemplo de sus electores. Sutton hizo campaña por Barack Obama después de que él se aseguró la nominación.

### 2010
Sutton derrotó al candidato republicano Tom Ganley.

### 2012
The Plain Dealer informó en septiembre de 2011 que el nuevo mapa del distrito de Ohio desmantelaría el distrito de Sutton y que la colocarían en "un distrito mayormente republicano que está siendo construido para favorecer la reelección del Representante Jim Renacci del Partido Republicano de Wadsworth."  En diciembre, Sutton presentó su candidatura contra Renacci. Más tarde ese mes, Roll Call informó que una encuesta tomada por lo menos dos meses antes, mostró a dos congresistas "empatados al 45 por ciento."  En la lista del Washington Post Sutton de era la número 8.
Según la Fundación Sunlight, Sutton tiene la más alta tasa de rotación de personal en la Cámara. "El examen del grupo de la Cámara tiene registros de dos años que terminaron en el tercer trimestre de 2011." informó el Plain Dealer , "encontró que sólo el 19 por ciento de los empleados de Sutton se mantuvo durante todo el período. El promedio de la Cámara tenía una tasa de retención de 64,2 por ciento durante ese tiempo, según el estudio." 
Renacci derrotó a Sutton por un margen de 52% a 48% en la jornada electoral.

## Política

### Educación
En el transcurso de su mandato de ocho años como parte de la Cámara de Representantes de Ohio, Betty Sutton expresó su opinión sobre la creciente importancia de la educación. Apoyó la reestructuración y reparación de escuelas en mal estado, así como la modernización de las escuelas más antiguas.  Estas reformas fueron posibles mediante el aumento de la cantidad máxima dada a través de la Beca Pell. Con la ampliación de la Beca Pell el 13.º distrito Congresional de Ohio fue capaz de evitar los despidos de maestros y proveyó de fondos adicionales a los programas de necesidades especiales. A través de la Ayuda Estudiantil y la Ley de Responsabilidad Fiscal (SAFRA, por sus siglas en inglés), que los miembros del Congreso votaron a favor, al distrito 13 se le garantizó la posibilidad de un mayor acceso a una universidad más asequible. Al distrito también se le dio la oportunidad de construir un fuerte sistema de colegios comunitarios. La congresista Sutton finalmente demostró sus fuertes ideales sobre la educación a través de su participación en la reunión de la Comunidad del Colegio, Green Schools Caucus, la Cámara  para las actividades extraexcolares, y las reuniones de STEM (Ciencia, Tecnología, Ingeniería y Matemáticas).

### Energía y Medio Ambiente
Betty Sutton tiene gran experiencia en tratar con problemas de Energía y Medio Ambiente a través de su participación en la Cámara de Energía Renovable y Eficiencia Energética. En el ámbito de la energía Betty Sutton apoyó la empresa BASF en su búsqueda de la batería de litio-ion más avanzada. Su apoyo también se destinó a la producción de dicha batería en una instalación de Elyria, trayendo nuevos trabajos en la tecnología a la gente del lugar. Las baterías de litio se utilizan en vehículos híbridos y eléctricos y tienen el poder de aumentar la energía reutilizable en toda la nación. Otro logro en el campo energético realizado en el distrito 13 fue la legislación del programa “dinero por su chatarra”. Este programa específico creó una mejora del 58% en la eficiencia del combustible. La media de los coches era de 15,8 mpg (miles per gallon – millas por galón), mientras que los vehículos nuevos que se compraron como tienen promedio de 24,9 mpg. Estas aproximadamente 10 millas por cada galón ahorrado ayudaron a mantener nuestro medio ambiente un poco más limpio, incluso si parece pequeño.  En temas relacionados con el medio ambiente la congresista ha demostrado en numerosas ocasiones sus ideales sobre la protección de los recursos naturales y los parques nacionales que tenemos. Una de las maneras que Sutton demostró su posición sobre el medio ambiente fue a través de su adquisición en el que se añadirán al parque nacional del Valle de Cuyahoga (CVNP) más de 630 acres de tierra sin cultivar. Con la nueva adición a la CVNP se garantizó que esas tierras serían capaces de continuar sin tocadas en los años venideros.

### Asistencia Sanitaria
Una de las mayores aspiraciones de la congresista Sutton en el ámbito de la salud ha sido el proporcionar acceso a una atención de calidad asequible y poner fin a las prácticas discriminatorias por parte de las compañías de seguros. En su anterior mandato la Sra. Sutton votó a favor de la Ley de Protección al Paciente y Cuidado de Salud Asequible, lo que pasó y se convirtió oficialmente en ley el 23 de marzo de 2010. Esta ley establece a los que tengan seguro médico, la tranquilidad de que sus reivindicaciones no pueden ser retrasadas o posiblemente negadas y los que no tienen seguro puedan tener un mayor acceso a un seguro asequible.  La ley también ayuda a reducir el costo de los seguros a las familias, las empresas y el gobierno y llama a la preservación de Medicare. Betty Sutton también trabajó para aprobar el Programa Estatal de Seguro Médico para Niños (SCHIP, por sus siglas en inglés) para proporcionar un seguro para familias con niños que no pueden pagar un seguro personal. Se especula que el programa ayuda a asegurar cerca de 11 millones de niños que provienen de familias de bajos ingresos en todo el país. En el congreso Betty Sutton trabajó en temas de salud en los caucus de la Cámara sobre la salud y la Seguridad de Salud en la escuela y el Grupo de Trabajo del Congreso sobre la tercera edad.

## Vida privada
Sutton es abogada especializada en derecho laboral. Entre sus mandatos en las legislaturas de Ohio y Estados Unidos, Sutton trabajó como abogado laboral con la firma de Faulkner, Muskovitz & Phillips LLP (FMP). 
Actualmente vive en Copley Township con su marido Doug Corwon, un mediador del Servicio Federal de Mediación y Conciliación.